# Auguste Durst
Pour les articles homonymes, voir Durst (homonymie).
Jean-Baptiste Auguste Durst est un peintre français (né à Neuilly-sur-Seine le 7 juillet 1842 – mort à Puteaux le 11 mars 1930)

## Biographie
Élève d'Ernest Hébert et Léon Bonnat, il fut également un grand ami de Kupka et Vuillard ses voisins. Influencé au départ par Monet et l'École de Barbizon, il s'en écarte au profit d'un style plus personnel, tout en en perpétuant l'aspect "champêtre" en vogue à l'époque. La relative monochromie de la nature (période verte) est souvent ponctuée par les touches rouges qu'apportent les crêtes des poules et les coiffes des paysannes.

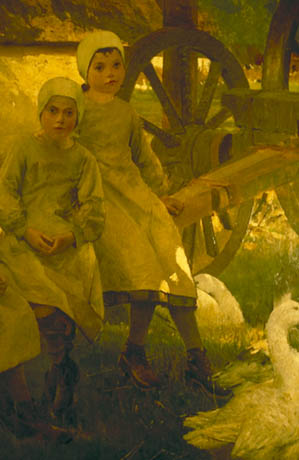
Les Filles du fermier

En 1870, il participe à la Commune de Paris et doit s'enfuir à Londres pour échapper à l'épuration qui frappe les insurgés après ces évènements douloureux. C'est à son retour en France qu'Hébert le recommande à Bonnat avec lequel il est très lié après leur séjour commun à Rome dans la célèbre Villa Médicis.
Dès l'âge de 24 ans, il expose aux divers Salons des Artistes Français de 1868 à 1900 et obtient les médailles: de Bronze en 1884, d'Argent en 1889 et de sociétaire en 1900. C'est la consécration de son œuvre. Pour ce qui est de la notoriété, la Légion d'honneur  lui est remise en 1902 par le Président de la République Française. Tardivement marié avec Marie-Ange Blanchetete alors âgée (sic) de vingt ans, Durst sera le père de trois enfants : Hélène, André et Marius.
Il passe les mois d'été en Normandie dans sa maison de Saint-Vaast-d'Équiqueville près de Dieppe, dont il dessine puis peint les environs ainsi que le travail des paysans. C'est d'abord un croquis (voir plus loin ses carnets) ou parfois une petite huile peinte sur place, dans la nature. La finalisation aura son atelier pour cadre. Sans oublier les nombreuses aquarelles de paysages. Et si les poules et autres animaux de basse-cour ne le laissent pas indifférent, les dames et les servantes non plus, comme l'attestent les nombreux portraits de son entourage. C'est la paysanne dans la nature, laquelle n'est qu'un cadre, un prétexte. Ou encore la femme bourgeoise des villes et son portrait sur fond de jardin ou de tentures.

## Ses carnets

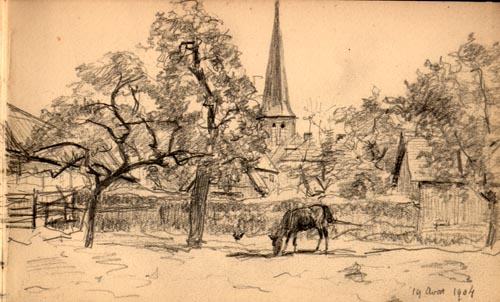
Croquis de village

Parcourant la campagne, crayons et carnet à la main, Durst va croquer les paysages, laissant à son imagination la tâche de mettre en couleurs ce qui deviendra une huile. Presque toutes ses toiles se retrouvent sur les carnets, ce qui ne laisse aucun doute sur la méthode employée: ses toiles sont toutes travaillées en atelier. Seules les aquarelles restent originales et n'ont donné lieu à aucune interprétation. L'œuvre est-elle finalisée en Normandie ? ou dans son atelier de Puteaux ? Il est fort probable que, séjournant plusieurs mois à la campagne, il disposait d'un atelier à Saint-Vaast. Mais sur ce point comme sur bien d'autres les informations nous font défaut.